# ロンパールーム
『ロンパールーム』は、1963年10月7日から1979年9月28日まで日本テレビ系列局で放送されていた子供向け番組。当初は月曜 - 土曜の放送だったが、1975年9月27日を以て土曜日での放送を終了している。番組開始当初はモノクロ放送だったが、1964年4月22日からカラー放送化したものの、カラー化当初からしばらくは、カラースタジオが確保できず、時々モノクロ放送の日もあった。
アメリカの同名の番組“Romper Room”を参考にして製作された番組。同番組のフランチャイズはフリーマントルメディアによって行われ、アメリカ国内のボルチモア（オリジナル）、ニューヨーク、シカゴ、ロサンゼルスをはじめ、カナダ、オーストラリア、北アイルランド、イギリス、プエルトリコ、香港でも放送されている。題名の“Romper”とは「腕白・やんちゃ」を意味する言葉、および子供用のつなぎ服“rompers”（ロンパース）から取られた。
以下は特に注記しない限り、日本で放送された番組について説明する。

## 概要
放送開始から1年間は生放送で行われていたが、以後は録画放送（後述の「きれいなきんたま」事件では既に録画放送だった）。収録は2週間分まとめて行われ、2週連続で同じ幼児が出演した。その際に服は着替えたという。1回に出演する幼児は放送開始時は6人であったが、人数が少ないと画面が寂しく見えるという意見があり10人に増やした。出演者の応募は3か月ごとに行われたが、一万通前後の応募はがきが送られてきた。
番組の構成は「教育 - 遊び - おやつ - 絵本」という流れで、これはアメリカ版と同じである。

### 放送時間
| 期間       | 期間       | 放送時間（JST）                   |
| ---------- | ---------- | --------------------------------- |
| 1963年10月 | 1969年9月  | 月曜 - 土曜 11:20 - 11:50（30分） |
| 1969年10月 | 1971年12月 | 月曜 - 土曜 11:15 - 11:45（30分） |
| 1972年1月  | 1975年9月  | 月曜 - 土曜 11:00 - 11:30（30分） |
| 1975年9月  | 1979年3月  | 平日 11:00 - 11:30（30分）        |
| 1979年4月  | 1979年9月  | 平日 11:00 - 11:25（25分）        |

### 歴代の先生
司会のお姉さんは「先生」と呼ばれていた。初代先生は並木翠（夫の海外赴任に伴い降板）、2代目先生はうつみ宮土理（出演当時の芸名は「うつみみどり」）。以降、「みどり先生」が定着し、3代目以降も「みどり」を名乗るようになる。歴代の「みどり先生」の中で卒業後もタレント活動を続けたのは、うつみだけだった。並木は番組開始前にニューヨークへ渡り、世界各国の「先生」と共に本番組制作の研修を受けた。
- 初代：並木翠
- 2代目：うつみみどり
- 3代目：よしだみどり[注 2][注 3]
- 4代目：きしべみどり[注 4][注 5]
- 5代目：いのうえみどり[注 6][注 7]
- 6代目：やまみどり[注 8][注 9]

### 歴代の先生の出演期間
- 初代：並木翠（1963年10月7日 - 1966年3月29日）
- 2代目：うつみみどり（1966年3月31日 - 1969年3月29日）
- 3代目：よしだみどり（1969年3月31日 - 1973年3月31日）
- 4代目：きしべみどり（1973年4月2日 - 1975年3月29日）
- 5代目：いのうえみどり（1975年3月31日 - 1978年3月31日）
- 6代目：やまみどり（1978年4月3日 - 1979年9月28日）

### 教育の時間
ミツバチを擬人化したキャラクター人形「にこちゃん」（良い子）「こまったちゃん」（悪い子）があり、毎週お約束が書かれていた。原作アメリカ版にも同じ人形があり、こちらは "Do Bee, Don't Bee" と呼ばれていた（それぞれDo be（ - でいなさい）、Don't be（ - ではいけません）と掛けている）。日本語版の呼称は初代先生の並木が考案した。3代目以降、にこちゃんは腹話術人形としても登場した。

### 遊びの時間
初期 - 中期には、パンチボールや倒れそうなブロック積みなどのゲーム（いずれも、番組提供社である野村トーイ製品）が行われた。中期以降、2名がパールちゃん・ニャンコ・チュー助というキャラクターを各々頭にかぶり、歌に合わせてでんぐり返しやトンネルくぐりをして、最後に出てきたところで、キャラクターを比べて勝敗を決めるコーナーがあった。
- パールちゃんは、チュー助に負け、ニャンコに勝ち。
- ニャンコは、パールちゃんに負け、チュー助に勝ち。
- チュー助は、ニャンコに負け、パールちゃんに勝ち。

「ニコちゃん風船」（のちに巨大な「パンチボール」になる）、「ギャロップ木馬」（「ギャロップ」の曲にあわせて、木馬にまたがりグルグルと走り回る）、「お天気坊やとお天気みどりちゃん（紙製着せ替え）」などのおもちゃがあり、着せ替えについては同様のものが市販された。

### おやつの時間、絵本の時間
「おやつの時間」というコーナーがあり、出演する子供にお菓子や牛乳が振舞われた。その後、「絵本の時間」として各幼児がめいめい好きな絵本を選んだ後、朗読が行われた。

### 鏡よ鏡よ鏡さん
絵本の時間に続いて番組の最後に、みどり先生が丸型で取っ手の付いた銀ラメの鏡を持ち出して「鏡よ鏡よ鏡さん、みんなに会わせて下さいな。そ～っと会わせて下さいな…」と呪文を唱え、イメージシーンが挿入された後に鏡が枠だけになり、枠からみどり先生が顔を覗かせ、視聴者の子どもの名前を呼ぶコーナーがあった。視聴者の母親からは「子供が泣いてしまうのでぜひ呼んでほしい」という意見が多かった。これもアメリカ版からそのまま引き継いでいる。

## テレビスタッフ
※以下は1977年12月当時放送のテロップによる。
- おんがく（音楽）：きしださとし（岸田智）
- さくが（作画）：きむらかつひこ（木村克彦）
- たんとう（担当）：かわかみしゅうじ（川上修司）（日本テレビ）
- きかく（企画）：ふりいまんとる（フリーマントル）
- せいさく（製作）：にほんてれび（日本テレビ）

## 音楽

### テーマ曲
- ロンパールーム・テーマ - 「いいやつみつけた」の題名で平吉毅州が編曲した版がある。原曲はイギリス曲"Pop Goes the Weasel"。
- ロンパールームであそびましょう
- パンパンパンチ
- まげてのばして - 体操の歌。アメリカ版Romper Roomからの輸入。原曲：Bend and stretch、作詞・作曲：ナンシー・クラスター（Nancy G. Claster, アメリカ版初代「先生」）、訳詞：麻生哲朗[注 10]
- みどりせんせいのみ - 6代目:やまみどり時代のオープニングテーマ。作詞：酒井チエ、作曲：みなみらんぼう、編曲：千代正行。
- ころがれアルマジロ - 『新』時代のオープニングテーマ。作詞：藤公之介、作曲：平尾昌晃、編曲：田辺信一。
- ロンパランポン - 『新』時代の体操の歌だが、当時流行していたディスコを使用した。作詞：藤公之介、作曲・編曲：クニ河内。「ころがれ〜」のB面に収録

### レコード
キングレコードおよび日本コロムビアから複数のレコード、シングルレコード（他社含む）が発売された。それぞれ番組テーマ曲といくつかのオリジナル童謡から成り立っているが、既存の童謡は収録されていない。
キングレコード
- ロンパールーム（SKM(H)2037）（歌：よしだみどり）
- ロンパールーム VOL.2（SKM(H)2111）（歌：よしだみどり）
- ロンパールーム（SKM(H)2158）※日本テレビ系放映10周年記念
- ゴーゴー・マーチ/おもちゃのくに/足なみそろえて一、二、三/たのしい動物園（SS(H)-284）（歌：うつみみどり） - 1968年12月発売。1969年2月末現在で10万枚を突破するヒットになった[4]。

日本コロムビア
- ロンパールーム（CW-7047） - 1975年12月発売
- ロンパールーム パパが好き（CW-7073） - 1976年7月発売
- ロンパールーム ベスト・ヒット・アルバム（CW-7114）（歌：いのうえみどり） - 1977年2月発売
- ロンパールーム はる・なつ・あき・ふゆ（CS-7065）

など

## 番組で使われた歌

### 番組オリジナル曲
あ行
- あした天気になあれ（作詞：増永直子、作曲：渡辺岳夫、編曲：松山祐士）
- 足なみそろえて一、二、三（作詞：もとやかおる、作曲：小谷肇）
- 1・2の3のごあいさつ（作詞：藤公之介、作曲：小林亜星、編曲：筒井広志）
- 一丁目の角のうさぎさん（作詞・作曲：みなみらんぼう、編曲：チト河内）
- おかしなごあいさつ（作詞：松本重美、作曲：小谷肇）
- お手玉運動会（作詞・作曲：みなみらんぼう、編曲：チト河内）
- お花のアーチ（作詞：大町兼司、作曲：若松正司）
- おはよう太陽（作詞：小清水順、作曲：越部信義）
- おまつりドン（作詞：伊藤アキラ、作曲・編曲：菊池俊輔）
- おもちゃのくに（作詞：もとやかおる、作曲：小谷肇）

か行
- かごのせ（作詞・作曲：ナンシークラスター、訳詞：並木みどり）
- かみなりゴロ助（作詞：比良茜、作曲：若松正司）
- ギャロップのうた（作詞・作曲：ナンシークラスター、訳詞：並木みどり）
- きょうは王様だ（作詞：小清水順、作曲・編曲：広瀬量平）
- くるくるポン（作詞：藤公之介、作曲：小谷肇）
- ゴーゴー マーチ（作詞：うつみみどり、作曲：小谷肇）
- こどものマランバ（作詞：小清水順、作曲・編曲：小谷肇）
- ころがれアルマジロ（作詞：藤公之介、作曲：平尾昌晃、編曲：田辺信一）
- こんがらがってホイ（作詞：藤公之介、作曲・編曲：菊池俊輔）

さ行
- 空のうた（作詞・作曲：加藤登紀子、編曲：青木望）

た行
- たのしい動物園（作詞：うつみみどり、作曲：小谷肇）
- たのしいのりもの（作詞：もとやかおる、作曲：小谷肇）
- ダンスをおどろう（作詞：もとやかおる、作曲：小谷肇）
- ダンドンデン（作詞：藤公之介、作曲：越部信義）
- とんでけ！あかいたましろいたま（作詞・作曲・編曲：クニ河内）

な行
- ニコちゃんのうた（作詞・作曲：ナンシークラスター、訳詞：並木みどり）
- ニコちゃん風船のうた（作詞・作曲：ナンシークラスター、訳詞：並木みどり）

は行
- パパが好き（作詞・作曲：加藤登紀子、編曲：青木望）
- はる・なつ・あき・ふゆ（作詞：藤公之介、作曲・編曲：あかのたちお）
- パールちゃん（作詞：小清水順、作曲・編曲：小森昭宏）
- パンパンパンチ（作詞：小清水順、作曲：小谷肇）
- ひろば（作詞：立原えりか、作曲：中田喜直、編曲：藤広昭）
- 不思議な木の実（作詞：大町兼司、作曲：若松正司）
- ぷるるんサンボ（作詞：えやましん、作曲：小谷肇）
- ボールつきのうた（作詞・作曲：ナンシークラスター、訳詞：並木みどり）

ま行
- まげてのばして（作詞・作曲：ナンシークラスター、訳詞：並木みどり）
- ママとパパ（作詞：うつみみどり、作曲：小谷肇）
- みどりせんせいのみ（作詞：酒井チエ、作曲：みなみらんぼう、編曲：千代正行）
- みんなであそぼう（作詞：もとやかおる、作曲：小谷肇）
- メドレー●にこちゃん風船●まげてのばして●にこちゃんのうた（作詞・作曲：ナンシークラスター、訳詞：並木みどり、編曲：千代正行）[注 11]
- もぐらのひっこし（作詞：よしだみどり、作曲：小谷肇）
- ものまねたいそう（作詞・作曲・編曲：クニ河内）

や行
- 夜空に坊やのおやすみが（作詞：もとやかおる、作曲：原信夫、編曲：中村五郎）

ら行
- ローズちゃん（作詞：もとやかおる、作曲：小谷肇）
- ロンパランポン（作詞：藤公之介、作曲・編曲：クニ河内）

わ行
- ワン・ツーにこちゃん（作詞：横溝敬三郎、作曲・編曲：小谷肇）

## シリーズの終焉

### 新・ロンパールーム
1979年4月3日から9月28日まで日本テレビ系列局で平日11:00 - 11:25に放送された。セットの大幅模様替え、出演幼児の増加、ディスコダンスを取り入れるなど大幅リニューアルを図るが半年で終了し、ロンパールームは16年の歴史に幕を下ろした。最終週にあたる1979年9月24日から9月28日までは「さよなら特集」と銘打ち、歴代のみどり先生が交互に登場したが、初代の並木翠は渡米中であったため出演していない。
番組終了時の記事では、視聴率自体は良かったものの、局内ではマンネリ化の意見が強く、長い放送期間の間にスポンサーが付きにくくなって提供社が無くなったこと、著作権料として毎週1000ドル近くをフリーマントルへ支払っていた件などが番組終了の理由として書かれている。

### 星児と遊ぼうロンパールーム
1980年4月から9月までテレビ朝日系列で土曜7:00 - 7:15に放送された。司会を務めたのは田中星児で、日本テレビ版と同じく野村トーイ提供であった。
キャラクターは恐竜をイメージしたものに変わり、原型での「魔法の鏡」は存在しなかった。内容は独自の形式であり、原型とは大きく異なっていた。また、ネット局もテレビ朝日系とあって、ごくわずかの局でしか放送されなかった。そして、1980年9月に番組は終了し、『ロンパールームシリーズ』は完全に幕を閉じた。

## スポンサー
1968年10月から、髙島屋は日本テレビ（関東）、読売テレビ（関西）の2局ネットで火・木・土曜日にこの番組の共同提供を開始した。1975年10月からは火・木曜日に提供日が変更となるが、関東では1977年12月まで、関西では1978年3月まで提供を継続している。CMも番組内容に合わせ、ローズちゃん人形を使った"タカシマヤのローズちゃん"のアニメーションシリーズで展開した。野村トーイも共同提供の1社で、番組のコーナーである「遊びの時間」に同社の玩具を提供した。

## 残されたぬいぐるみの都市伝説
この番組には都市伝説とされる一エピソードがあるが、ロンパールーム2代目先生であったうつみ宮土理の証言により、一部には相違があるが、大筋においては事実と判明している。
先生からしりとりゲームとして「『き』で始まるものの名前を答えて下さい」と言われた幼児の1人が、「きんたま」と口にして、先生が「もっときれいなもので答えてね」と言ったところ、今度は「きれいなきんたま」と答えた。そこで番組は「しばらくお待ち下さい」と放送が中断し、再開されるとその幼児が座っていた場所にはクマのぬいぐるみが置かれていて、この幼児はいなくなっていた、というものである。生放送中の出来事とされる。
いつ頃から流布している話なのかは正確には不明だが、1982年には作家の落合恵子が友人から聞いた「あるテレビ局の子ども番組での出来事」として、「きれいなきんたま」と発言したという部分までを雑誌で紹介している。同じく1982年に漫画家のささやななえは、夫の知り合いのさらに友人から伝わった話として、児童の「きれいなキンタマ」発言から放送中断を経て熊のぬいぐるみが置かれていたという一連の流れを実際にあったこととして雑誌エッセイで紹介している。1990年には武蔵野音楽大学講師の行方均がある学生からこの話を聞いたとして都市伝説の翻訳本に記している。いずれも『ロンパールーム』と断定しておらず、落合は「あるテレビ局の子ども番組」、ささやは「『おかあさんと一緒』か『ロンパールーム』か知らないが」、行方は「あるテレビの公開子供番組――『ロンパールーム』という説が多い」としている。
2002年12月29日放送『さんまのSUPERからくりTV』（TBS）のなかで、「キンタマ」という単語を連発する司会の明石家さんまに対し、回答者として出演していたうつみが「そういう子がロンパールームにいたのよ。言うことを聞かなくてうるさいから出て行ってもらったの」と発言した。それに対してさんまは「で、コマーシャルが終わったらその子の席にぬいぐるみが置かれていたんでしょ」と聞き返し、うつみは「そう」と肯定した。
2005年4月28日放送『ビーバップ!ハイヒール』（朝日放送、関西ローカル）も検証コーナーとして特集を組み、うつみにこの件について確認したところ、うつみが実際に起きた出来事であると証言する模様が流れた。この時にうつみは、「自分が番組を担当していた時（1966年から1969年までの間）に実際に起こった」、「収録はVTRだったが、当時はVTR編集には時間もお金も掛かり、ドラマなどを別にすると編集をしないで放送するいわゆる「撮って出し」が普通であり、この時も多少問題にはなったのだが、結局、そのまま放送することになった」、「当時は、VTRは非常に高価だったため、VTRの使い回しが普通だったので、その回のVTRはおそらく現存しないはず」と証言した。非常に時間を取った詳細な証言であった。
うつみ宮土理の公式YouTubeチャンネル「うつみ宮土理公式 けろちゅうぶ」でもこれは事実であるとしている。2021年8月5日公開の動画「【放送事故】クマのぬいぐるみ事件の真相を語ります【ロンパールーム】【都市伝説】」で、「男の子は端っこに座っていた」「男の子のお母さんは着物を着ていた」「男の子は半ズボンにブレザーを着て髪を七三に分けていた」などの詳細な状況を述べている。そして「後年、週刊朝日のコーナー『あの人に会いたい』の取材で中学生か高校生くらいになった男の子と再会した」「名前は忘れたが、（2021年）現在のその子に会いたい」とも述べている。

### 類似の事件や都市伝説
また、2005年9月21日放送『森田一義アワー 笑っていいとも!』（フジテレビ）の「テレフォンショッキング」にて、ある観客が「番組が年内終了するのか?」とタモリに繰り返し質問したことからスタッフにつまみ出され、CMの後、その席には実際にクマのぬいぐるみが置かれていた（後に、その観客には了承を得た上で退席してもらい、スタッフが急遽ぬいぐるみを用意したと説明された）。番組が違うとはいえ、都市伝説が現実化した例と言える。これ以外に、漫画『かってに改蔵』（単行本第11巻）、『GTO SHONAN 14DAYS』（単行本1巻）、『喧嘩商売』（単行本16巻）でも生放送の番組で問題発言をしたキャラが、番組途中でぬいぐるみと入れ替わるというパロディが描かれたことがある。
このほかにも1987年のミスタードーナツのCMでは、所ジョージの「（販促品の）お弁当箱欲しい人」という子供たちへの問いかけに対して、1人だけ「要らん」と絶叫した子供がスタッフにつまみ出され（その間、「このまましばらくお待ちください」というフリップが掲げられるが、演出上の掲出なので後ろで一部始終が見える）、代わりに信楽焼の狸が置かれたうえで再度問い掛けなおすという、この事件とよく似たモチーフのストーリーが描かれたことがある。
なお、番組に出演中の幼児が暴言や卑猥なセリフを言ってしまったために番組が中断されてしまうという都市伝説は、日本のみならず世界各地で知られており、例えばジャン・ハロルド・ブルンヴァンは「道化師ボーゾー」や「アンクル・ハウディ」といった番組の例をあげている。

## 年表
- 1963年（昭和38年）
  - 10月7日 - 日本テレビ系にて『ロンパールーム』が放送開始。初代先生・並木翠が初登場[12]。放送時間は平日の午前11:20 - 11:50（ - 1969年9月30日まで。）
- 1964年（昭和39年）
  - 4月22日 - レギュラーの子供向け番組としては初のカラー放送を開始[1]（当初はカラースタジオが確保できず、モノクロ放送の時もあり）。
  - 10月7日 - 『ロンパールーム』放送1周年。
- 1965年（昭和40年）
  - 10月7日 - 『ロンパールーム』放送2周年。
- 1966年（昭和41年）
  - 3月末で番組を卒業する初代先生・並木の後任として、内海三重子（のちのうつみみどり）に決まる[13]。
  - 3月29日 - 初代先生・並木翠、番組を卒業。
  - 3月31日 - 2代目先生・うつみみどりが初登場。
  - 10月7日 - 『ロンパールーム』放送3周年。
- 1967年（昭和42年）
  - 10月7日 - 『ロンパールーム』放送4周年。
- 1968年（昭和43年）
  - 10月 - 日本テレビ（関東地区）と読売テレビの2局にて、髙島屋による提供スポンサーを開始。
  - 10月7日 - 『ロンパールーム』放送5周年。
- 1969年（昭和44年）
  - 2月 - 3月末で番組を卒業する2代目先生・うつみの後任として、吉田悦子（のちのよしだみどり）に決まる。
  - 3月29日 - 2代目先生・うつみみどり、番組を卒業。
  - 3月31日 - 3代目先生・よしだみどりが初登場[14]。
  - 10月1日 - 放送時間が月曜日 - 土曜日の午前11:15 - 11:45に変更。（ - 1971年12月31日まで。）
  - 10月7日 - 『ロンパールーム』放送6周年。
- 1970年（昭和45年）
  - 4月 - 『週刊平凡』に、『ロンパールーム』の3代目先生・よしだみどりが誌面に登場[15]。
  - 10月7日 - 『ロンパールーム』放送7周年。
- 1971年（昭和46年）
  - 7月26日 - 同年7月26日の「朝日新聞」に、よしだみどりが紙面に登場[16]。
  - 10月7日 - 『ロンパールーム』放送8周年。
  - 10月20日 - 『ロンパールーム』放送2500回を迎え、2500回記念番組を放送した。
  - 10月25日国連デー - 外国の子どもが参加した『ロンパールーム国際版』を放送[17]。
- 1972年（昭和47年）
  - 1月4日 - 新年度から放送時間が月曜日 - 土曜日の午前11:00 - 11:30に変更。（ - 1975年9月27日まで。）
  - 10月7日 - 『ロンパールーム』放送9周年。
- 1973年（昭和48年）
  - 2月 - 3代目先生・よしだが3月末で番組を卒業、後任の4代目先生に岸辺泰子（のちのきしべみどり）に決まる[18]。
  - 3月 - 『週刊平凡』にて、1973年3月いっぱいで『ロンパールーム』の3代目先生を卒業・引退し、結婚をするよしだみどりについての記事を紹介[19]。
  - 3月 - 『週刊TVガイド』の日本テレビ「ロンパールーム」（番宣広告）に、1973年4月から出演する4代目先生・きしべみどりが にこちゃんと共に初登場[20]。
  - 3月31日 - 3代目先生・よしだみどり、番組を卒業。
  - 4月2日 - 4代目先生・きしべみどりが初登場[21]。
  - 5月26日 - 『ロンパールーム』放送3000回を迎えた。3000回記念番組は「ちびっ子のど自慢」を開催した[22]。
  - 7月 - 『ロンパールーム』のスタジオに珍客が現れた。初代先生・並木翠さん。4代目先生・きしべと対面し、並木さんは「セットがとてもきれいで立派になった。十年前と大分違うわ」と感心した。時ならぬ大先輩の出現に、きしべは緊張気味だった[23]。
  - 10月7日 - 『ロンパールーム』放送10周年。
  - 11月15日 - 元4代目先生・よしだみどり（本名・吉田悦子）が、青年実業家の藤井修身と大阪のロイヤルホテルにて挙式[24]。
- 1974年（昭和49年）
  - 10月7日 - 『ロンパールーム』放送11周年。
- 1975年（昭和50年）
  - 3月 - 4代目先生・きしべが3月末で番組を卒業。後任の5代目先生に井上郁子（のちのいのうえみどり）に決まる。1975年3月16日の「読売新聞」朝刊の紙面に初登場[25][注 16]。
  - 3月29日 - 4代目先生・きしべみどり、番組を卒業。
  - 3月31日 - 5代目先生・いのうえみどりが初登場[26]。
  - 3月末 - 『週刊TVガイド』にて、『ロンパールーム』5代目先生・いのうえみどりと、1975年4月からフジテレビの『ママとあそぼう!ピンポンパン』3代目おねえさんとして出演する酒井ゆきえについての紹介。いのうえと酒井は同学年(1954年生まれ）で、共に学校は違うが1975年3月に短大を卒業している[27]。
  - 4月19日 - 『週刊TVガイド』の特集記事に、同：いのうえみどりが誌面に登場[28]。
  - 9月27日 - この日を最後に、土曜日枠を廃止。
  - 9月29日 - 土曜日枠の廃止に伴い、放送時間が平日の午前11:00 - 11:30に変更。（ - 1979年3月30日まで。）
  - 10月7日 - 『ロンパールーム』放送12周年。
- 1976年（昭和51年）
  - 10月7日 - 『ロンパールーム』放送13周年。
- 1977年（昭和52年）
  - 10月7日 - 『ロンパールーム』放送14周年。
  - 12月末 - 日本テレビ（関東地区）での、高島屋による提供スポンサーを終了。
- 1978年（昭和53年）
  - 3月末で番組を卒業する5代目先生・いのうえの後任が、山縣優子（のちのやまみどり）に決まる[29]。
  - 3月31日 - 5代目先生・いのうえみどり、番組を卒業。
  - 3月末 - 読売テレビ（関西地区）での、高島屋による提供スポンサーを終了。
  - 4月3日 - 6代目先生・やまみどりが初登場。[30][31][32]。
  - 8月28日～1978年9月1日 - 『ロンパールーム』放送15周年を記念して、5日連続で東京・芝の郵便貯金ホールでの公開録画を放送した[33]。
  - 10月7日 - 『ロンパールーム』放送15周年。
- 1979年（昭和54年）
  - 3月30日 - 『ロンパールーム』最終回。
  - 4月2日 - 『新・ロンパールーム』が放送開始。放送時間は平日の午前11:00～11:25。
  - 9月4日 - 『ロンパールーム』が9月末で終了する事になり、10月1から後番組『なんじゃ・もんじゃ・ドン!』に衣替えする事が決まる。[34]
  - 9月24日 - 9月28日 - 『新・ロンパールーム』にて、「さよならロンパールーム特集」を放送した。
  - 9月24日 - 「さよならロンパールーム・1」では、初代先生・並木翠が渡米中のニューヨークからメッセージを寄せ、2代目先生・うつみみどり（うつみ宮土理）がスタジオゲストとして出演[35]。
  - 9月25日 - 「さよならロンパールーム・2」では、3代目先生・よしだみどりがスタジオゲストとして出演[36]。
  - 9月26日 - 「さよならロンパールーム・3」では、4代目先生・きしべみどりがスタジオゲストとして出演[37]。
  - 9月27日 - 「さよならロンパールーム・4」では、5代目先生・いのうえみどりがスタジオゲストとして出演[38]。
  - 9月28日 - 『新・ロンパールーム』最終回・1979年9月28日（金）では、50人の子供とその母親をスタジオに招待し、「お別れデイスコ大会」を開催した[39]。この日で『ロンパールーム』（『新・ロンパールーム』を含む）は、16年間の放送を終了。

## その他
鳥山明のSFコメディー漫画「Dr.スランプ」で、この番組を意識した件（いわゆるオマージュ）や、山吹みどりやニコチャン大王なるキャラクター（この番組に登場するキャラクターとは全くの別物のデザイン）を登場させたことがあった。

## ネット局
※系列は当時の系列。
| 放送対象地域           | 放送局             | 系列                                         | 備考 |
| ---------------------- | ------------------ | -------------------------------------------- | --- |
| 関東広域圏             | 日本テレビ         | 日本テレビ系列                               | 製作局 |
| 北海道                 | 札幌テレビ         | 日本テレビ系列                               | |
| 青森県                 | 青森放送           | 日本テレビ系列 テレビ朝日系列                | 1970年4月1日から 1975年3月までは日本テレビ系列単独加盟局 |
| 岩手県                 | テレビ岩手         | 日本テレビ系列 テレビ朝日系列                | 1969年12月開局から |
| 宮城県                 | 仙台放送           | フジテレビ系列 日本テレビ系列                | 1970年9月まで |
| 宮城県                 | ミヤギテレビ       | 日本テレビ系列                               | 1970年10月開局から 1975年9月まではNETテレビ（現在：テレビ朝日）系列とのクロスネット局                                                                             |
| 秋田県                 | 秋田放送           | 日本テレビ系列                               | |
| 山形県                 | 山形放送           | 日本テレビ系列                               | |
| 福島県                 | 福島テレビ         | TBS系列 日本テレビ系列                       | 1971年4月 - 1971年9月、平日 11:15 - 11:45 |
| 福島県                 | 福島中央テレビ     | 日本テレビ系列 テレビ朝日系列                | 1977年4月 - 1977年9月、月曜 - 木曜 11:00 - 11:30 |
| 山梨県                 | 山梨放送           | 日本テレビ系列                               | |
| 新潟県                 | 新潟総合テレビ     | フジテレビ系列 日本テレビ系列 テレビ朝日系列 | 現在：NST新潟総合テレビ 1968年12月9日（開局前のサービス放送期）から                                                                                               |
| 長野県                 | 信越放送           | TBS系列                                      | 一時期のみ |
| 静岡県                 | 静岡けんみんテレビ | テレビ朝日系列 日本テレビ系列                | 現在：静岡朝日テレビ 1978年7月開局から1979年6月まで |
| 静岡県                 | 静岡第一テレビ     | 日本テレビ系列                               | 1979年7月開局から |
| 富山県                 | 北日本放送         | 日本テレビ系列                               | |
| 石川県                 | 北陸放送           | TBS系列                                      | 一時期のみ |
| 福井県                 | 福井放送           | 日本テレビ系列                               | |
| 中京広域圏             | 名古屋放送         | 日本テレビ系列 テレビ朝日系列                | 1973年3月まで |
| 中京広域圏             | 中京テレビ         | 日本テレビ系列                               | 1973年4月から 変則ネット解消に伴う移行 |
| 近畿広域圏             | 読売テレビ         | 日本テレビ系列                               | |
| 鳥取県 ↓ 鳥取県 島根県 | 日本海テレビ       | 日本テレビ系列 テレビ朝日系列                | 1972年9月21日までの放送エリアは鳥取県のみ 1972年9月22日から相互乗り入れに伴い島根県でも放送                                                                       |
| 広島県                 | 広島テレビ         | 日本テレビ系列                               | 1975年9月まではフジテレビ系列とのクロスネット局 番組後期は自社制作の生放送ワイドショー『中区中町6の6・ひろしまジョッキー』放送のため 時差ネット。『新』は未放送。 |
| 山口県                 | 山口放送           | 日本テレビ系列 テレビ朝日系列                | 1978年9月までは日本テレビ系列単独加盟局 |
| 徳島県                 | 四国放送           | 日本テレビ系列                               | |
| 香川県 →香川県 岡山県  | 西日本放送         | 日本テレビ系列                               | 途中打ち切り |
| 愛媛県                 | 南海放送           | 日本テレビ系列                               | |
| 高知県                 | 高知放送           | 日本テレビ系列                               | |
| 福岡県                 | テレビ西日本       | 日本テレビ系列                               | 1964年9月まで |
| 福岡県                 | RKB毎日放送        | TBS系列                                      | 1964年10月から1969年3月まで テレビ西日本のフジテレビ系へのネットチェンジに伴う移行                                                                                |
| 福岡県                 | 福岡放送           | 日本テレビ系列                               | 1969年4月開局から |
| 長崎県                 | 長崎放送           | TBS系列                                      | 1969年3月まで |
| 長崎県                 | テレビ長崎         | フジテレビ系列 日本テレビ系列                | 1969年4月開局から |
| 熊本県                 | テレビ熊本         | フジテレビ系列 日本テレビ系列 テレビ朝日系列 | 1969年4月開局から |
| 大分県                 | テレビ大分         | フジテレビ系列 日本テレビ系列 テレビ朝日系列 | 1970年4月開局から 1975年4月から時代劇再放送枠『奥さま時代劇アワー』を新設のため、 1975年3月で打ち切り                                                             |
| 宮崎県                 | 宮崎放送           | TBS系列                                      | |
| 鹿児島県               | 南日本放送         | TBS系列                                      | 1969年3月まで |
| 鹿児島県               | 鹿児島テレビ       | フジテレビ系列 日本テレビ系列 テレビ朝日系列 | 1969年4月開局から |
| 沖縄県                 | 琉球放送           | TBS系列                                      | |

## 日本国外版
アメリカでの大元のオリジナル版はボルチモア版である。その他ニューヨーク、シカゴ、ロサンゼルスなどのローカル版があった。

### 日本国外版歴代の先生
英語圏での先生は、一般的な幼稚園の先生に倣って“Miss Nancy”や“Miss Sally”という具合に呼ばれた。

#### アメリカ
- Nancy Claster （1953年 - 1963年、全国）
- Beverly Marston-Braun （1962年 - 1967年、ローカル）
- Sally Claster Gelbard （1963年 - 1981年、全国、ナンシー先生の実の妹）
- Sharon Jeffery （1987年 - 1992年、ローカル）
- Mary Ann King （1966年 - 1976年、ロサンゼルス）
- Molly McCloskey （1981年 - 1991年、全国）
- Socorro Serrano （1976年 - 1990年、ロサンゼルス）

#### その他の国
- Fran Pappert （カナダ）
- Betty Thompson （カナダ）
- Miss Patricia （オーストラリア）
- Miss Helena （オーストラリア）
- Miss Megan （オーストラリア）
- Miss Kim （オーストラリア、番組名を“Big Dog and Friends”に改題）
- Rosaura Andreu （プエルトリコ）
- Marie Chiu （香港）

この他にイギリス全国版と北アイルランドのローカル版がある。